# Roman Anoshkin
Roman Anoshkin est un kayakiste russe né le 31 août 1987. Il a remporté la médaille de bronze en K1 1000 mètres aux Jeux olympiques d'été de 2016 à Rio de Janeiro.